# Daphne Hasenjager
Daphne Lilian Evelyn Hasenjager, nata Daphne Robb (Pretoria, 2 luglio 1929), è un'ex velocista sudafricana.
Fu medaglia d'argento nei 100 metri piani ai Giochi olimpici di Helsinki 1952 con il tempo di 11"8, sua miglior prestazione di sempre; si piazzo anche al sesto posto nei 200 metri piani. Quattro anni prima partecipò ai Giochi di Londra 1948 ottenendo il sesto posto nei 200 metri piani, mentre non riuscì ad accedere alla finale dei 100 metri piani.

## Palmarès
| Anno | Manifestazione  | Sede     | Evento    | Risultato     | Prestazione  | Note                          |
| ---- | --------------- | -------- | --------- | ------------- | ------------ | ----------------------------- |
| 1948 | Giochi olimpici | Londra   | 100 metri | elim. qualif. | 12"7         |                               |
| 1948 | Giochi olimpici | Londra   | 200 metri | 6ª            | 25"7 (stima) |                               |
| 1952 | Giochi olimpici | Helsinki | 100 metri | Argento       | 11"8         | Miglior prestazione personale |
| 1952 | Giochi olimpici | Helsinki | 200 metri | 6ª            | 24"6         |                               |